# Kungliga Vitterhets Historie och Antikvitets Akademien

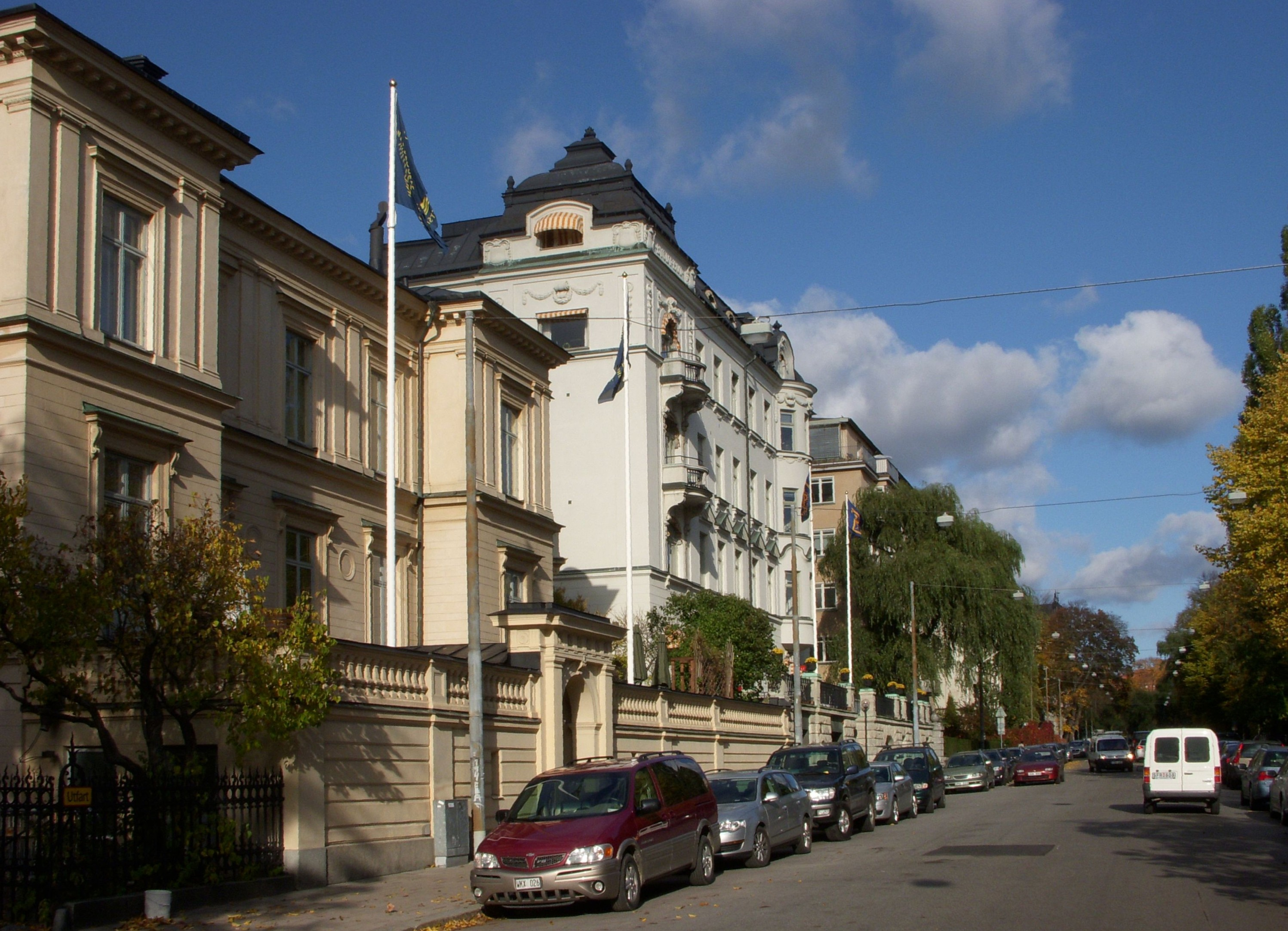
Sitz der Akademie, Rettigska Huset, links vorn im Bild

Kungliga Vitterhets Historie och Antikvitets Akademien (auch: Kungliga Vitterhetsakademien, Königliche Schwedische Akademie für Literatur, Geschichte und Altertümer) ist eine schwedische Akademie, die 1753 von Königin Luise Ulrike unter dem Namen Kongliga Svenska Vitterhets-academien als Alternative zur Schwedischen Wissenschaftsakademie gegründet wurde. Sie wurde kurzzeitig stillgelegt, da die Königin aufgrund eines Putschversuches das Misstrauen des Parlamentes hervorgerufen hatte, doch schon 1786 erweckte Gustav III. die Akademie unter dem heutigen Namen wieder zum Leben. Die Akademie hat ihren Sitz im Stockholmer Stadtteil Östermalm, das Haus stammte aus dem Besitz der Rettig. Gustav Hjalmar Rettig hatte das Haus 1899 gekauft. Sein Sohn und Erbe Carl Herbert Rettig vermachte es 1954 der Akademie.
Als Ziele der Akademie wurden die „Unterstützung der Forschung und anderer Tätigkeiten der humanistischen, religionswissenschaftlichen, rechtswissenschaftlichen und gesellschaftswissenschaftlichen Disziplinen sowie die Pflege der Kultur“ aufgenommen. Dies soll vor allem durch finanzielle Hilfen und eine rege Ausgabe von Publikationen erreicht werden. Als Beispiel kann die archäologische und kunsthistorische Zeitschrift Fornvännen genannt werden. Die Akademie äußert sich zu Fragen die ihren Tätigkeitsbereich betreffen auf Anfrage der Regierung oder von Ämtern sowie auf eigene Initiative hin.
Die Akademie hat bis zu 30 gewählte Mitglieder, die auf eine historisch-antiquarische und auf eine philosophisch-philologische Sektion verteilt sind. Dazu kommen mehrere schwedische und ausländische korrespondierende Mitglieder, deren Anzahl nicht begrenzt ist. Wenn eines der gewählten Mitglieder das 70. Lebensjahr erreicht, wird ein Nachfolger gewählt und das bisherige Mitglied bleibt in der Akademie als Emeritus. Deswegen gibt es heute über 100 Mitglieder.
Diplome, Preise und andere Auszeichnungen werden gewöhnlich am Feiertag der Akademie vergeben, der jährlich am 20. März stattfindet.
Die Akademie besitzt und verwaltet die Schlösser Stjärnsund und Skånelaholm sowie die kulturhistorisch wertvollen Weiler Stensjö in Småland und Borg auf Öland (mit der Gråborg).